# Nelo e Idália
Nelo e Idália são duas personagens criadas por Herman José e protagonizadas por este e Maria Rueff. Sketch com os personagens estrearam em 1998, integrando os programas Herman SIC, Hora H e Herman 2010.
Em 2015, os personagens são adaptados a uma série de televisão portuguesa de comédia, intitulada Nelo & Idália. Protagonizada pelos atores Herman José e Maria Rueff, este programa foi produzido pela Valentim de Carvalho, para ser exibido na RTP1.
Sendo composta por 25 episódios, a sua transmissão começou numa sexta-feira, 16 de outubro de 2015, às 21h50, e terminou numa terça-feira, 5 de julho de 2016, às 22h00.

## Origem

### Herman SIC (SIC)
Nelo e Idália são duas célebres personagens dos humoristas portugueses Herman José e Maria Rueff. Vistos pela primeira vez em 2000, têm tido aparições frequentes em vários programas de humor dos últimos anos, dos quais se destacam Herman SIC, mas também Hora H, e Herman 2010.
Nelo e Idália representam os casais que vivem uma relação de fachada, onde um dos elementos é homossexual. Nelo apresenta-se como um homem alegre, mas pouco inteligente, com forte interesse em revistas cor de rosa, em reality shows e no teatro de revista. Idália, porém, surge com uma personalidade oposta, uma mulher culta e inteligente, com leve tendência para a depressão depois de tantos anos ao lado de um marido que, ainda que bem intencionado, é incapaz de lhe dar o tipo de amor físico e conforto intelectual que ela tanto procura. 

### Nelo e Idália (RTP)
Após um breve período afastados do ecrã, Nelo e Idália regressaram à RTP em 2015, desta vez adaptação em formato sitcom, inicialmente exibida à sexta-feira à noite entre as 21h e as 23h, a sitcom passou para as terças-feiras às 22h.

## Elenco e personagens

### Elenco fixo

##### A família
- Herman José, como Nelo (Outros personagens: Dr. Lambujinha, Bernardo, Andromeda e Deus).
- Maria Rueff, como Idália (Outros personagens: Pandora Mendes Calvário, Gina G e Belicha).
- Rita Tristão da Silva, como Carla Beatriz (Outros personagens: Édith Piath).
- Inês Sobral, como Aidinha (Outros personagens: Shirley Bassey).

##### Conhecidos e interesses amorosos
- Martinho Silva, como Elias Carrapiça: Namorado de Aidinha.
- Márcia Breia, como Dona Anália: Senhoria.

### Atores convidados (por ordem de participação)
- Ana Bola - Mariana Percebes
- Lourdes Norberto - Sinforosa Escolástica
- Joaquim Monchique - Enfermeira Quinita
- Manuel Marques - Manuel Drácula
- Cândido Mota - Aurélio
- Eduardo Madeira - Moreira
- Joana Pais de Brito - Edialeda
- Maria Vieira - Carlos Alberto
- Vítor de Sousa - Dr. Meireles
- Sofia de Portugal - Cleópatra Maria
- Susana Cacela - Telma Susana
- Lídia Franco - Lídia La Salette
- César Mourão - César Marreta
- Florbela Queiroz - Dra. Serena Obnóxia
- António Machado
- João Lagarto
- Eládio Clímaco - Padre Tondela

### Participações especiais de outros artistas (não atores)
- António Calvário
- Maria Helena
- Áurea
- João Ramos
- José Carlos Malato

## Lista de episódios
Abaixo, estão listados os episódios de Nelo e Idália, exibidos a partir de 16 de outubro de 2015:
| # | Título          | Guionista(s)                                                                  | Realizador(es) | Transmissão Original    |
| --- | --------------- | ----------------------------------------------------------------------------- | -------------- | ----------------------- |
| 1.01 | Episódio n.º 1  | Herman José, Maria João Cruz, Joana Marques, Mário Botequilha e Susana Romana | Eduardo Rodil  | 16 de outubro de 2015   |
| Nelo regressa a casa eufórico, não só porque está a ser carregado por bombeiros, mas porque conseguiu enganar a junta médica e conquistou, finalmente, a tão desejada reforma antecipada. Nelo acredita que a sua vida vai mudar para melhor, mas Idália percebe logo que as suas dores de cabeça vão continuar, já que é a única que trabalha lá em casa. A filha mais nova, Aidinha, continua a ensaiar incessantemente para castings, enquanto que o namorado, Elias, se passeia pela casa a trocar sms com outras mulheres e a perseguir Carla, a filha mais velha, que está de visita à família. Nelo e Idália guardam um enorme segredo: a mãe de Idália foi colocada num lar, mas a restante família não sabe (nem a empregada da mãe, Pandora). E Anália, a senhoria, não só não sabe como não pode descobrir, caso contrário deixam de ter direito à renda quase simbólica que era cobrada à idosa. Ainda para mais, Anália anda ansiosa para expulsá-los, para vender a casa um grupo chinês de infantários. A tensão aumenta quando a senhoria aparece lá em casa, para tirar medidas ao imóvel, e Idália faz todo o tipo de esforços para que ela não dê conta da ausência da velhota. Enquanto isso, Nelo está ocupado nas suas actividades de recém-reformado, nomeadamente, um curso de altacostura por fascículos. Será que Nelo e Idália vão conseguir manter o seu segredo?! Ou vão acabar todos no olho da rua? |                 |                                                                               |                |                         |
| |                 |                                                                               |                |                         |
| 1.02 | Episódio n.º 2  | Herman José, Maria João Cruz e Joana Marques                                  | Eduardo Rodil  | 23 de outubro de 2015   |
| Carla e Aida explicam a Pandora que a senhoria, Anália não pode ter conhecimento de que a avó foi viver para um lar. Pandora confessa-lhes que suspeita que a avó delas possa ser sua mãe e António Calvário o seu pai. Anália continua muito desconfiada com a ausência da velhota, bombardeando tudo e todos com perguntas. Só mesmo Elias consegue acalmá-la (ou entusiasmá-la), com a promessa de massagens. Depois de se esquivar aos avanços da senhoria, Elias parte para mais um trabalho nocturno como DJ, enquanto que Aidinha vai dormir com os pais. Mas uma encomenda há-de chegar, para acabar com o sossego de toda a família. O que será?! |                 |                                                                               |                |                         |
| |                 |                                                                               |                |                         |
| 1.03 | Episódio n.º 3  | Herman José, Maria João Cruz e Joana Marques                                  | Eduardo Rodil  | 30 de outubro de 2015   |
| O jantar está pronto a não há quem não queira provar o risoto que Nelo acabou de cozinhar. O problema é que a deliciosa iguaria está carregada de cogumelos alucinogénios, que não só deixam um gosto duvidoso na comida, como têm o mesmo efeito do soro da verdade. A primeira vítima é Pandora, que se retira imediatamente para o quarto e a quem lhe aparece, na febre das alucinações, um popular cantor português com três segredos para contar. Aidinha, Idália e Nelo também caem no efeito dos cogumelos, desatando logo em impropérios e inconfidências à mesa. Até Anália acaba por se juntar à festa e confessar o inconfessável. Só Carla e Elias evitam comer o risoto alucinogénio. Será que têm algum plano mirabolante em mente? |                 |                                                                               |                |                         |
| |                 |                                                                               |                |                         |
| 1.04 | Episódio n.º 4  | Herman José, Maria João Cruz e Joana Marques                                  | Eduardo Rodil  | 6 de novembro de 2015   |
| Nelo e Idália estão preocupados com os mais recentes comportamentos de Carla, sobretudo no que toca a utilização de facas. Carla tenta desviar a atenção dos pais, enquanto recebe telefonemas de um misterioso (e poderoso) padrinho. Elias revela a Aida que está preocupado por estar a ser perseguido pela máfia e ela promete protegê-lo. Chegam mesmo a fazer um juramento... de cuspo. Carla informa a família de que vai fazer um intercâmbio com um jovem italiano, o que deixa todos muito intrigados. Que estranho esquema esconderá Carla? Conseguirá Elias sair vivo deste episódio? |                 |                                                                               |                |                         |
| |                 |                                                                               |                |                         |
| 1.05 | Episódio n.º 5  | Herman José, Maria João Cruz e Joana Marques                                  | Eduardo Rodil  | 20 de novembro de 2015  |
| Na casa de Nelo e Idália, ninguém desconfia que Giancarlo Lamborguine é, na verdade, Carla disfarçada e com um plano terrível em mente. E nem sequer acham estranha a desculpa esfarrapada que ele arranja para justificar a estranha bagagem que traz consigo. Assim que põe os olhos no rapaz, Pandora é fulminada por uma paixão instantânea e nem quer acreditar que Nelo e Idália querem que Giancarlo fique a dormir no quarto dela. Ele não acha muita graça à situação, mas não levanta ondas, pois precisa de um álibi para cumprir o seu plano. Mas o falso italiano não é o único com intricados esquemas naquela casa. Também Anália conspira e está a magicar uma maneira de conseguir sacar a herança da velha inquilina e mãe de Idália, com a ajuda de Pandora e um advogado de seu nome Lambujinha. |                 |                                                                               |                |                         |
| |                 |                                                                               |                |                         |
| 1.06 | Episódio n.º 6  | Herman José, Maria João Cruz e Joana Marques                                  | Eduardo Rodil  | 27 de novembro de 2015  |
| Carla está de volta a casa, para grande alegria de Nelo e Idália, mas grande desgosto de Pandora, que está inconsolável com a partida do estudante italiano, pois depositava muita esperança naquela relação. Elias continua desconfiado que alguém anda atrás de si. Quer dizer, alguém para além de Anália que está mais persistente do que nunca no que toca a exigir-lhe massagens sensuais. Aidinha só pensa na sua carreira musical e no sucesso prometido pelo namorado e pelo pai. Já Nelo só se preocupa com o curso de Tarot que está a tirar, com a ajuda de um DVD da taróloga Maria Helena. A arte de tirar cartas é mais difícil do que Nelo esperava, que não consegue adivinhar que o advogado Lambujinha está a ficar embeiçado por Idália e que, à casa, está prestes a chegar mais um estudante do Erasmus, o africano Chiripipi de Benguela. |                 |                                                                               |                |                         |
| |                 |                                                                               |                |                         |
| 1.07 | Episódio n.º 7  | Herman José, Maria João Cruz e Joana Marques                                  | Eduardo Rodil  | 4 de dezembro de 2015   |
| Nelo e Idália recebem com grande hospitalidade mais um amigo de Carla, o africano Chiripipi de Benguela. E mais uma vez, ninguém suspeita que o rapaz é nada mais, nada menos do que Carla, que regressa a casa para cumprir o plano diabólico ordenado pelo seu padrinho. Só Anália desconfia de Chiripipi, por isso, decide fazer-lhe um teste, para ver se o apanha em falso. Para variar, o suposto estudante fica instalado no quarto de Pandora, que é muito apaixonadiça e logo se perde de amores. Nelo continua a usar Elias como modelo para as roupas que idealizou para as coristas de Aida e só pensa na carreira musical da filha. Está tão empenhado que até convenceu uma das maiores vedetas do país, a grande Gina G, a ir lá a casa dar explicações de "pimbalhismo aplicado" a Aida. E enquanto isso, Idália encontra-se secretamente com o doutor Lambujinha... |                 |                                                                               |                |                         |
| |                 |                                                                               |                |                         |
| 1.08 | Episódio n.º 8  | Herman José, Maria João Cruz e Joana Marques                                  | Eduardo Rodil  | 18 de dezembro de 2015  |
| Ao ver Pandora tão perdidamente apaixonada, Chiripipi de Benguela, ou melhor, Carla, compadece-se e decide revelar a sua verdadeira identidade. Pandora fica em tal estado ao descobrir que cai desmaiada no chão. Nelo experimenta roupas cada vez mais ousadas em Elias. Ocasião certa para falar de "gajas" e assistir a um pequeno concerto de Aurea na televisão, que acaba por lhes dar um valente raspanete. Idália e Lambujinha trocam juras de amor e poemas de António Aleixo, secretamente, ao telefone. O advogado parece estar completamente apaixonado, de tal maneira que Idália começa a considerar a hipótese de se separar de Nelo. Mas será que aquele amor inesperado é mesmo verdadeiro? Ou será que esconde um plano materialista de outro alguém da casa de Nelo e Idália. |                 |                                                                               |                |                         |
| |                 |                                                                               |                |                         |
| 1.09 | Episódio n.º 9  | Herman José, Maria João Cruz e Joana Marques                                  | Eduardo Rodil  | 8 de janeiro de 2016    |
| Na casa de Nelo e Idália a consternação é geral. Vencida pelo choque de saber a verdadeira identidade de Chiripipi de Benguela, Pandora está prostrada na sua cama, em estado tal, que todos pensam que é desta que ela se vai. Bem gostariam de ajudar a pobre rapariga, mas a religião dela não permite. Há muitos anos que Pandora faz parte da Igreja Cientológico-Pragmática do Terceiro Dia a Contar da Segunda Semana a Seguir ao Apocalipse da Parte da Tarde e as regras são muito rígidas no que toca a últimas horas. Nelo e Idália estão inconsoláveis, mas depressa encontram maneira de afogar as mágoas: ela refugiando-se no trabalho e Nelo concentrando-se na carreira de Aidinha e na prova de mais roupas em Elias. Anália, por seu lado, refugia-se em Lambujinha. Não por pena de Pandora, mas porque continua a magicar um plano diabólico. Desta vez, é estratagema que mete cianeto e chocolates. A quem se destinará a doce armadilha? |                 |                                                                               |                |                         |
| |                 |                                                                               |                |                         |
| 1.10 | Episódio n.º 10 | Herman José, Maria João Cruz e Joana Marques                                  | Eduardo Rodil  | 12 de janeiro de 2016   |
| O estratagema de Lambujinha e Anália funcionou, mas não com a pessoa certa. Um pequeno percalço que não os desencoraja, pois não é isso que vai manchar um curriculum exemplar que inclui doze desfalques, sete assaltos a bancos, quinze falências fraudulentas e o desvio de um cacilheiro. Gina G, artista e mito no seu próprio tempo, dá uma workshop sobre a arte de bem estar na sociedade a toda a família. Nelo e Aida, como seria de esperar, são os discípulos mais atentos. Pandora já está recuperada do achaque que sobre ela se abateu, mas não nas saudades dos seus amores. Mariana Percebes, a advogada enviada por Lambujinha para resolver assuntos na casa de Nelo e Idália, é que não tem recuperação possível, pois sofre de narcolepsia e adormece nos momentos cruciais. Mas de que assuntos estará ela a tratar? E porque é que dorme sempre em serviço? |                 |                                                                               |                |                         |
| |                 |                                                                               |                |                         |
| 1.11 | Episódio n.º 11 | Herman José, Maria João Cruz, Joana Marques e Susana Romana                   | Eduardo Rodil  | 26 de janeiro de 2016   |
| A visita de Mariana Percebes à casa de Nelo e Idália prolongou-se por tempo indeterminado e tudo porque a última crise de narcolepsia da advogada e sócia de Lambujinha parece não ter fim. A família tenta livrar-se dela e todos chegam à conclusão de que o melhor é deixá-la a repousar no quarto de Pandora, mais propriamente, dentro do armário. Lambujinha, por seu lado, está inconsolável, não com a ausência de Mariana, mas com a traição de Anália e o vídeo badalhoco que ela fez com Elias. O namorado de Aida é que já não se preocupa nem com vídeos, nem com ameaças, nem com famílias chatas e inconvenientes. Desde que ganhou o Euromilhões, só se preocupa com presentes caros. Mas a melhor prenda acaba por ir para Pandora que, quando menos esperava, recebe a visita da sua mãezinha, acompanhada da sua fiel enfermeira. O reencontro tem tudo para correr bem... desde que nenhuma delas toque nos malditos bombons. |                 |                                                                               |                |                         |
| |                 |                                                                               |                |                         |
| 1.12 | Episódio n.º 12 | Herman José, Maria João Cruz e Joana Marques                                  | Eduardo Rodil  | 2 de fevereiro de 2016  |
| Nelo está disposto a ajudar Pandora a livrar-se do mal muito grande que a aflige. A pobre rapariga meteu na cabeça que está possuída, embora toda a gente saiba que o problema, na verdade, é nunca o ter sido. Munindo-se das suas cartas de tarot e duma enorme parafernália de traquitanas, Nelo prepara-se para fazer um exorcismo. Entretanto, Elias, que agora é rico até mais não, recebe lições de "chiquismo aplicado" de Belicha e Bernardo Albuquerque Peçonha, na companhia de Carla. Por seu lado, Aida recebe lições de canto e piano com Gina G e a sua nova amiga pianista, Andrómeda. E enquanto tudo isto acontece, no escritório de Lambujinha, uma estranha sociedade forma-se em segredo. À mesa estão Lambujinha, Idália e Anália e a ementa é ou bacalhau com grelos, ou bacalhau com grão, ou bacalhau com natas, ou bacalhau com broa. A escolha é muita, é difícil decidir. Mas que golpe estarão eles a preparar? |                 |                                                                               |                |                         |
| |                 |                                                                               |                |                         |
| 1.13 | Episódio n.º 13 | Herman José, Maria João Cruz e Joana Marques                                  | Eduardo Rodil  | 9 de fevereiro de 2016  |
| Enquanto Bernardo e Belicha continuam a dar aulas de "chiquismo aplicado" a Carla e Elias e os convencem a escolher petit-noms dignos do recém-estatuto de podres de ricos, Idália sai no carro de Nelo para ir buscar um ilustre convidado. Trata-se nada mais, nada menos, do que Manuel Drácula, que vem da Transilvânia, para ajudar Anália e Lambujinha no seu mirabolante plano. Aida está mais nervosa que nunca, pois está prestes a gravar o primeiro teledisco. O que vale é que Gina G está lá para a ajudar, juntamente com Andrómeda, a pianista grega que, agora, não larga o telefone para falar com a família. Entretanto, Manuel Drácula chega a vivenda de Nelo e é recebido com grande alegria pelo dono da casa, que lhe preparou, como seria de esperar, um belo arroz de cabidela. Tudo corre bem até chegar à hora de deitar e Manuel Drácula entrar no aposento que lhe foi reservado para a estadia, o quarto de Pandora. Será que a pobre donzela também se vai perder de amores por este hóspede? |                 |                                                                               |                |                         |
| |                 |                                                                               |                |                         |
| 1.14 | Episódio n.º 14 | Herman José, Maria João Cruz e Joana Marques                                  | Eduardo Rodil  | 16 de fevereiro de 2016 |
| Pandora parece ter saído, finalmente, do seu estertor final, depois de uma noite (bem passada) com Manuel Drácula. Foi um amor ardente, mas que acabou em cinzas, por isso, mais uma vez, Pandora está inconsolável. Todos acham que o encontro amoroso, embora rápido, está prestes a dar frutos. É que a barriga de Pandora é como o algodão: não engana. Gina G conseguiu convencer Elias a ser o seu mecenas, por isso, decide que está na hora de fazer como o CR7: ter um grande filme sobre a sua carreira e a sua fantástica história de vida. É Lambujinha quem trata de tudo e arranja uma dupla de realizadores, mais dada à arte de gamar, do que à de fazer cinema. Moreira Matos e Aurélio Azevedo instalam-se na casa de Nelo e é lá que começam as filmagens com Gina G e os seus convidados famosos. Quer dizer, com Gina G e os habitantes da casa mascarados a fingir que são convidados famosos. Será que é um filme com final feliz? |                 |                                                                               |                |                         |
| |                 |                                                                               |                |                         |
| 1.15 | Episódio n.º 15 | Herman José, Maria João Cruz e Joana Marques                                  | Eduardo Rodil  | 23 de fevereiro de 2016 |
| Não há dúvida de que Pandora está grávida, mas o pequeno Manuelzinho Drácula recusa-se a nascer, o que deixa Anália e Lambujinha muito inquietados, pois precisam de papéis assinados assim que a criança chegar ao mundo. Bernardo e Belicha continuam a dar aulas de "chiquismo aplicado" a Carla e Elias, desta vez, explicando-lhes o Kama Sutra dos super chiques e as regras para fazer amor. O documentário de Gina G está ser um sucesso e já foi nomeado para prestigiados prémios. A diva da canção vai ao escritório de Lambujinha mostrar-lhe o trailer do filme num tablet e acaba por dar-lhe, sem querer, uma ideia para apressar o nascimento de Manuelzinho Drácula: recorrer aos serviços da Grande Edialeda - que é Adelaide ao contrário -, uma ilusionista com quem Gina G muitas vezes trabalhou. Edialeda terá de fazer o mais arriscado dos truques de magia: entrar na barriguinha de Pandora e obrigar o vampiro-bebé a assinar uma procuração irrevogável. Será que a magia acontece? |                 |                                                                               |                |                         |
| |                 |                                                                               |                |                         |
| 1.16 | Episódio n.º 16 | Herman José, Maria João Cruz e Joana Marques                                  | Eduardo Rodil  | 1 de março de 2016      |
| Pandora está encantada da vida, pois já não tem um bebé-vampiro na barriga. A ilusionista Edialeda - que é Adelaide ao contrário - conseguiu resolver o assunto e ajudar o Manuelzinho Drácula, literalmente, a dar à luz. O documentário de Gina G não para de fazer sucesso e já anda pelos festivais de cinema internacionais. Tanto é que a diva da música já só pensa em levar Lambujinha com ela até ao festival de Maseru. Aida está acamada, ou por gripe, ou por desgosto. São saudades de quando Carla e Elias eram normais e sempre lhes ligava alguma importância. Carla e Elias, por seu lado, só pensam em viajar e, ignorando os lamentos de Aida, partem com Pandora numa excursão à volta do mundo em oito horas. Entretanto, à casa de Nelo, chega Carlos Alberto, o irmão de Anália que já foi serralheiro mecânico e agora é apresentador de telejornais na Coreia do Norte. Será que Carlos Alberto vem em mera visita social ou também fará parte dos maquiavélicos planos de Anália? |                 |                                                                               |                |                         |
| |                 |                                                                               |                |                         |
| 1.17 | Episódio n.º 17 | Herman José, Maria João Cruz e Joana Marques                                  | Eduardo Rodil  | 22 de março de 2016     |
| Os planos maquiavélicos de Anália voltaram a falhar. Carlos Alberto, o irmão da senhoria de Nelo, que já foi serralheiro mecânico e agora é apresentador de telejornais na Coreia do Norte, não conseguiu mandar o Dr. Lambujinha desta para melhor, embora tenha tentado com grande afinco. Muito combalido e entrapado, o advogado está preso a uma cama de hospital, mas tem a sorte de ter Idália ao seu lado. É com ela que engendra uma maneira de descobrir quem tentou assassiná-lo, num plano que conta com a colaboração do Dr. Meireles, ginecologista e chef gourmet. O Dr. Meireles só tem de ir a casa de Nelo e preparar um menu de degustação para todos, por forma a conseguir ficar com as preciosas impressões digitais que revelarão o criminoso. Será que Anália vai deixar que isso aconteça? |                 |                                                                               |                |                         |
| |                 |                                                                               |                |                         |
| 1.18 | Episódio n.º 18 | Herman José, Maria João Cruz e Joana Marques                                  | Eduardo Rodil  | 29 de março de 2016     |
| A vida na casa de Nelo e Idália dava um filme e, neste caso, podia bem chamar-se "Um casamento e muitos funerais", pois é isso que está acontecer. Desta vez, há casório e é Lambujinha quem faz as honras de padre e organizador de eventos no seu escritório. Belicha vai casar com Elias, pois não podia estar mais apaixonada. Resta saber se é por Elias, se é pela pipa de massa que ele ganhou no Euromilhões. Aida vinga-se na comida para esquecer Elias, o grande amor da sua vida. O que lhe vale é o apoio de Carla e Bernardo, também eles desfalcados no coração. Entretanto, há um crime para resolver, perpetrado pela maquiavélica Anália, que continua a dizer que não atirou faca nenhuma, apenas "escorregou". Gina G está disposta a ajudar Anália, por isso, aceita encontrar-se com Cleópatra Maria, uma diva da canção e especialista em despachar maridos ricos, velhotes e doentes. E, pelos vistos, também é óptima a desmascarar pessoas, pois, assim que chega à casa de Nelo, desvenda a verdadeira identidade da grega Andrómeda. |                 |                                                                               |                |                         |
| |                 |                                                                               |                |                         |
| 1.19 | Episódio n.º 19 | Herman José, Maria João Cruz e Joana Marques                                  | Eduardo Rodil  | 19 de abril de 2016     |
| A lua-de-mel dos pombinhos Belicha e Elias não podia ter corrido pior: não só não passaram dos preliminares, como Belicha acabou acusada de ter assassinado Cleópatra Maria. O advogado Lambujinha faz tudo para a ajudar, pelo menos, enquanto os cheques de Elias continuarem a chegar ao seu bolso. Anália continua disfarçada de Fernando Pereira, o que se revela uma grande canseira, pois estão sempre a pedir-lhe para imitar músicos famosos. A grega Andrómeda também deseja a todo o custo safar-se do imbróglio em que se meteu, por isso, contacta a velha amiga Telma Susana, que, por acaso, agora é investigadora principal do Departamento de Crimes Incrivelmente Intrincados. Assim, enquanto Nelo, Idália e Aida conversam e estreitam os laços familiares no andar de cima, na sala de estar, Andrómeda, Gina G e Anália encontram-se com a investigadora. Será que alguma delas vai parar à prisão? E será que Belicha vai também? |                 |                                                                               |                |                         |
| |                 |                                                                               |                |                         |
| 1.20 | Episódio n.º 20 | Herman José, Maria João Cruz e Joana Marques                                  | Eduardo Rodil  | 26 de abril de 2016     |
| Anália e Belicha estão para morrer, pois estão presas na mesma cela de prisão. Na casa de Nelo e Idália, todos dão voltas à cabeça para tentar encontrar uma maneira de as tirar da cadeia. Elias lembra-se de pôr em prática o plano B, mesmo que ninguém tenha pensado num plano A: encontrar-se com Lídia la Salette - meia irmã da sua mãe e especialista em preparar fugas de prisão -, e convencê-la a resgatar Belicha e Anália. Entretanto, Carla tem um Plano C, que consiste em tornar chique a pessoa menos chique da casa: Pandora. Nada que um bom tailleur não consiga. Mas o pior plano é o de Lambujinha, que chama Idália ao seu escritório para lhe dar um grande desgosto. Alheia a isto, Lídia la Salette lá consegue escavar um túnel e chegar à cela de Belicha e Anália. Mas será que ela tenciona mesmo salvá-las? E para que servirá o estranho chá que Lídia leva consigo? |                 |                                                                               |                |                         |
| |                 |                                                                               |                |                         |
| 1.21 | Episódio n.º 21 | Herman José, Maria João Cruz e Joana Marques                                  | Eduardo Rodil  | 17 de maio de 2016      |
| Anália e Belicha continuam foragidas, às voltas numa floresta, na esperança de chegarem a Montecarlo, que é um sítio óptimo para se esconderem. Andrómeda também anda fora-da-lei, mas não por muito tempo, pois acaba por ir parar à mesma cela onde estiveram Anália e Belicha. Pandora é que já está a salvo, na casa de Nelo, mas ainda muito abalada pelas lembranças do sequestro de que foi alvo. Elias tenta reconfortá-la, mas depressa a deixa sozinha no seu pranto, pois descobre que os seus cheques estão sem cobertura e o dinheiro do Euromilhões está a acabar. Como sempre, Lambujinha disponibiliza-se para ajudar Elias e planeia com ele o roubo e venda de um dos quadros que ofereceu à família de Nelo. Para cumprir tal missão, Lambujinha contrata César Marreta, grande especialista em vigarices, e convence-o a disfarçar-se de freira para levar a cabo o roubo, sem grandes suspeitas, pela calada da noite. Entretanto, Idália confronta Nelo com a possibilidade de se separarem. Nelo tenta chorar, mas não consegue; decide, simplesmente, ficar a dormir no sofá. Será que, em plena sala de estar, Nelo vai dar pela entrada de Marreta que vem roubar o quadro? |                 |                                                                               |                |                         |
| |                 |                                                                               |                |                         |
| 1.22 | Episódio n.º 22 | Herman José, Maria João Cruz e Joana Marques                                  | Eduardo Rodil  | 24 de maio de 2016      |
| Na residência de Nelo e Idália, os tempos de chiquismo continuam, mas a era do Euromilhões parece estar em risco. Elias confessa, finalmente, aos donos da casa que já não tem o dinheiro que tinha e que todas as maroscas que anda a fazer são para tentar vender os quadros que lhes ofereceu. Como se não bastasse, Belicha pediu-lhe o divórcio, deixando-o na pobreza, também, no coração. Mas não por muito tempo, pois Elias depressa se volta para o seu antigo amor e pede Carla em casamento. Entretanto, Aida e Gina G dão uma grande entrevista a Fátima Campos Ferreira, onde revelam todos os pormenores sobre os seus mais recentes êxitos. Anália e Belicha conseguem sair da prisão, mas não se livram dos apuros, pois são obrigadas a andar com pulseiras electrónicas. Como Anália não tem coragem, é Belicha quem vai até ao escritório de Lambujinha pedir-lhe ajuda e os contactos de um bom advogado que as possa safar. Lambujinha recomenda-lhe Serena Obnóxia, uma advogada de renome internacional. O problema é que esse renome foi conquistado por ter entrado no Guiness com o recorde de mais processos perdidos na História. Será que um palmarés como este pode salvar Anália? |                 |                                                                               |                |                         |
| |                 |                                                                               |                |                         |
| 1.23 | Episódio n.º 23 | Herman José, Maria João Cruz e Joana Marques                                  | Eduardo Rodil  | 31 de maio de 2016      |
| Nelo anda muito desconfiado com o quadro de Matisse, que continua na cozinha. De repente, parece-lhe diferente, como se tivesse sido pintado por uma Cecília Jimenez de Mem Martins. Elias não acha nada e lá o convence de que é só o quadro que está um bocadinho torto. Aida está ao rubro, pois conseguiu dar um grandioso espectáculo ao vivo. Nos camarins, depois do concerto, conhece Zeca Machado, imitador oficial de Ringo Starr e grande admirador de Aida. Mas não são as semelhanças com a velha glória dos Beatles que fazem palpitar o coração da jovem cantora, é a maneira como ele imita os Mínimos que a deixam loucamente apaixonada por Zeca. E é caso sério, pois ela quer logo apresenta-lo aos pais. A diva Gina G também não pode dizer que se está a sair mal, tanto é que só pensa no novo contrato que está a burilar com Lambujinha. Entretanto, Bernardo leva Pandora a jantar, num restaurante junto ao mar, para lhe entregar o dinheiro que conseguiu com a venda do Matisse. Pandora fica muito contente, mas está mais interessada no champanhe e na maneira de gastar a dinheirama que acaba de receber. Será em roupas? Em jóias? Ou em jogo, no Casino, só para ver se consegue triplicar o que já tem? |                 |                                                                               |                |                         |
| |                 |                                                                               |                |                         |
| 1.24 | Episódio n.º 24 | Herman José, Maria João Cruz e Joana Marques                                  | Eduardo Rodil  | 7 de junho de 2016      |
| Pandora está irreconhecível, no seu quarto, rodeada de luxo e riqueza. Não fossem os óculos de lentes garrafais, ninguém diria que debaixo de tanta ostentação, se esconde a criadinha de servir. Até porque a criada, agora, é a Aida, que acumula o serviço com a sua agenda de cantora. Elias e Carla não podiam estar mais espantados, mas oferecem-se para ajudar Pandora no que for preciso, nomeadamente, na maneira de se livrar de Mariana Percebes, que continua, mumificada, no armário do quarto. Nada que um saco de golf não resolva. Quem não está nada bem é Bernardo e Belicha, que acabam de receber a mais terrível das notícias: o pai de ambos, o rude José Aniceto, está a caminho da casa de Nelo, preparado para os desmascarar. É que, na verdade, Bernardo e Belicha não são chiques de nascença, foram criados numa casa de tijolo burro a cair de podre, entalada entre uma lixeira e um ferro velho. Haverá alguma maneira de evitar tamanho vexame? Será que um saco de golf também resolve esta? |                 |                                                                               |                |                         |
| |                 |                                                                               |                |                         |
| 1.25 | Episódio n.º 25 | Herman José, Maria João Cruz e Joana Marques                                  | Eduardo Rodil  | 5 de julho de 2016      |
| É dia de grandes emoções na casa de Nelo e Idália, pois Lambujinha e Gina G estão prestes a contrair matrimónio, ali mesmo, em plena sala de estar. O clima é de alegria e serve para a família lembrar todos os bons e maus momentos que já passaram e todas as inusitadas visitas que receberam. Pandora e Bernardo também estão muito contentes, mas é porque planeiam fugir para a Catalunha, onde vão ser felizes para todo o sempre, que é como quem diz, enquanto durar a imensa carteira de investimentos da criadinha. Felizes e carregados de malas chiquíssimas, saem pela janela, mesmo antes do casório. Entretanto, na sala de estar, está tudo a postos para a grande boda. Já lá estão os noivos, Lambujinha e Gina G, já lá está o padre Tondela e até Mariana Percebes, que recuperou da narcolepsia para ser a madrinha de casamento. Estão lá também Nelo e Idália, com Carla, Aida e Elias, todos vestidos a rigor. Mas porque raio é que está também a pianista pseudo-grega Andrómeda e o que é que ela faz com uma bomba na mão? |                 |                                                                               |                |                         |
| |                 |                                                                               |                |                         |

## Receção

### Audiências
| Episódio | Dia de Exibição         | Rating | Share | Telespectadores | Inicio do episódio | +/-     |
| -------- | ----------------------- | ------ | ----- | --------------- | ------------------ | ------- |
| 1        | 16 de outubro de 2015   | 3,6%   | 8%    | 342 000         | 21h51              | ---     |
| 2        | 23 de outubro de 2015   | 3,2%   | 6,8%  | 304 000         | 21h52              | Baixa   |
| 3        | 30 de outubro de 2015   | 2,8%   | 6,3%  | 266 000         | 21h50              | Baixa   |
| 4        | 6 de novembro de 2015   | 2,7%   | 5,7%  | 256 500         | 21h51              | Baixa   |
| 5        | 20 de novembro de 2015  | 2,9%   | 7,4%  | 275 500         | 22h47              | Aumento |
| 6        | 27 de novembro de 2015  | 3%     | 8%    | 285 000         | 22h49              | Aumento |
| 7        | 4 de dezembro de 2015   | 3,2%   | 8,1%  | 304 000         | 22h43              | Aumento |
| 8        | 18 de dezembro de 2015  | 1,8%   | 5,2%  | 171 000         | 22h53              | Baixa   |
| 9        | 8 de janeiro de 2016    | 2,1%   | 5,5%  | 199 500         | 23h11              | Aumento |
| 10       | 12 de janeiro de 2016   | 2,6%   | 6,5%  | 247 000         | 22h44              | Aumento |
| 11       | 26 de janeiro de 2016   | 3,3%   | 7,8%  | 313 500         | 22h37              | Aumento |
| 12       | 2 de fevereiro de 2016  | 2%     | 5%    | 190 000         | 22h44              | Baixa   |
| 13       | 9 de fevereiro de 2016  | 3,2%   | 7,1%  | 304 000         | 22h36              | Aumento |
| 14       | 16 de fevereiro de 2016 | 2%     | 5,2%  | 190 000         | 22h56              | Baixa   |
| 15       | 23 de fevereiro de 2016 | 2,2%   | 5,7%  | 209 000         | 22h52              | Aumento |
| 16       | 1 de março de 2016      | 2,3%   | 6%    | 218 500         | 22h51              | Aumento |
| 17       | 22 de março de 2016     | 1,6%   | 4,3%  | 152 000*        | 23h05              | Baixa   |
| 18       | 29 de março de 2016     | 4,1%   | 8,4%  | 389 500**       | 22h28              | Aumento |
| 19       | 19 de abril de 2016     | 1,8%   | 4,3%  | 171 000         | 22h49              | Baixa   |
| 20       | 26 de abril de 2016     | 2%     | 5,1%  | 190 000         | 22h52              | Aumento |
| 21       | 17 de maio de 2016      |        |       |                 |                    |         |
| 22       | 24 de maio de 2016      |        |       |                 |                    |         |
| 23       | 31 de maio de 2016      |        |       |                 |                    |         |
| 24       | 7 de junho de 2016      |        |       |                 |                    |         |
| 25       | 16 de setembro de 2016  | 1,8%   | 4,6%  | 171 000         | 22h47              |         |

Fonte:CAEM/GfK
- - Episódio mais visto
- Episódio menos visto